# Museu do Convento de Nossa Senhora da Penha
O Museu do Convento de Nossa Senhora da Penha é um museu localizado em Vila Velha, no Espírito Santo.

## História
O museu foi fundado em 2000.